# 계측기

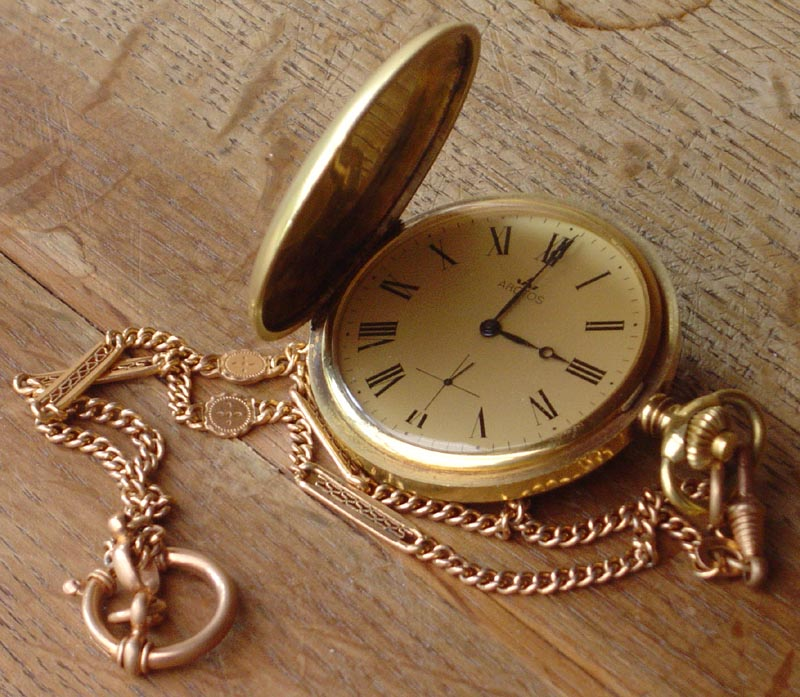
손목시계. 시간 측정기

계측기(計測器)는 과학자가 각각의 물리량을 이용한 측정 장비이다. 측정기(測定器)라고도 한다.
대응·분류·양자화라는 수준으로서 여러 가지의 양을 수치로 나타내는 조작, 즉 측정(測定)을 사람 대신, 또는 사람의 능력을 넘는 정도로까지 확장해서 감당하여 준다.
알기 쉬운 예로서는 길이를 측정하는 경우가 적당하다. 길이의 단위를 정하는 방법엔 그 나름대로 문제가 있긴 하나 여기서는 어떻든간에 1m라고 하는 신뢰할 수 있는 단위가 확정되어 있는 것으로 보는 점이 편리하다.
이제 현실적인 문제는 1m라고 하는 단위의 2배, 3배, …라든가, 1／10배, 1／100배라든가를 계산해서 표시한 자를 정확하게 만들고, 이것을 물건에 대어, 그 길이 속에 단위가 몇 개 들어 있는가를 세는 일이다.
이 조작 중에서 측정이 잘되고 잘못됨을 지배하는 인자(因子)로서는 자의 정확성, 두 점에 자를 대는 확실성, 단위를 세는 방법의 정해성(正解性), 이 세 가지가 결정적이다.

## 속도의 측정
자동차 따위는 바퀴 둘레의 길이가 정해져 있기 때문에, 그 속도를 알기 위해서는 바퀴의 회전속도를 측정하면 된다. 바퀴의 회전속도는 바퀴의 축과 회전계(回轉計)를 연결하는 금속선에 의해서 회전계에 전달된다. 회전계에는 원심식·발전기식·와전류식의 것이 널리 쓰이는데, 자동차 속도계에는 그 중에서도 와전류식 회전계가 많다.
자동차의 운행상태를 기록하는 타코그래프(tachograph)의 속도계에도 역시 회전계가 이용되고 있으며, 다만 기록 용지에 속도가 기록되도록 만들어진 점이 다를 뿐이다.
유속(流速)·풍속(風速)의 측정에는 날개수레의 회전을 이용한 측정기가 흔히 쓰인다. 기상관측용의 로빈슨풍속계(robinson 風速計)는 십자형으로 된 막대기의 곁에 각각 컵(cup)이 달려 있어 그것이 바람을 받으면 중심축 둘레를 풍속에 비례해서 회전하도록 되어 있다. 이 풍속계는 매초수십 미터 이하의 풍속을 측정하는 데 사용되고 있다. 측정치(測定値)를 먼 곳에 전달할 필요가 있는 경우, 또는 풍속의 변동까지도 측정하려는 경우에는 열선풍속계(熱線風速計)나 초음파풍속계(超音波風速計)가 사용된다. 열선풍속계는 가는 전열선을 흐름 속에 넣었을 때의, 유체(流體)에 의한 냉각효과를 이용한 것이다.
초음파풍속계는 소리의 공기중(空氣中)을 흐르는 속도가 바람이 불어오는 쪽으로는 풍속만큼 늦고, 바람과 같은 방향으로는 풍속만큼 빠른 점을 이용한 것이다.